# Inscripción de Jerjes

Inscripción de Jerjes en Turquía

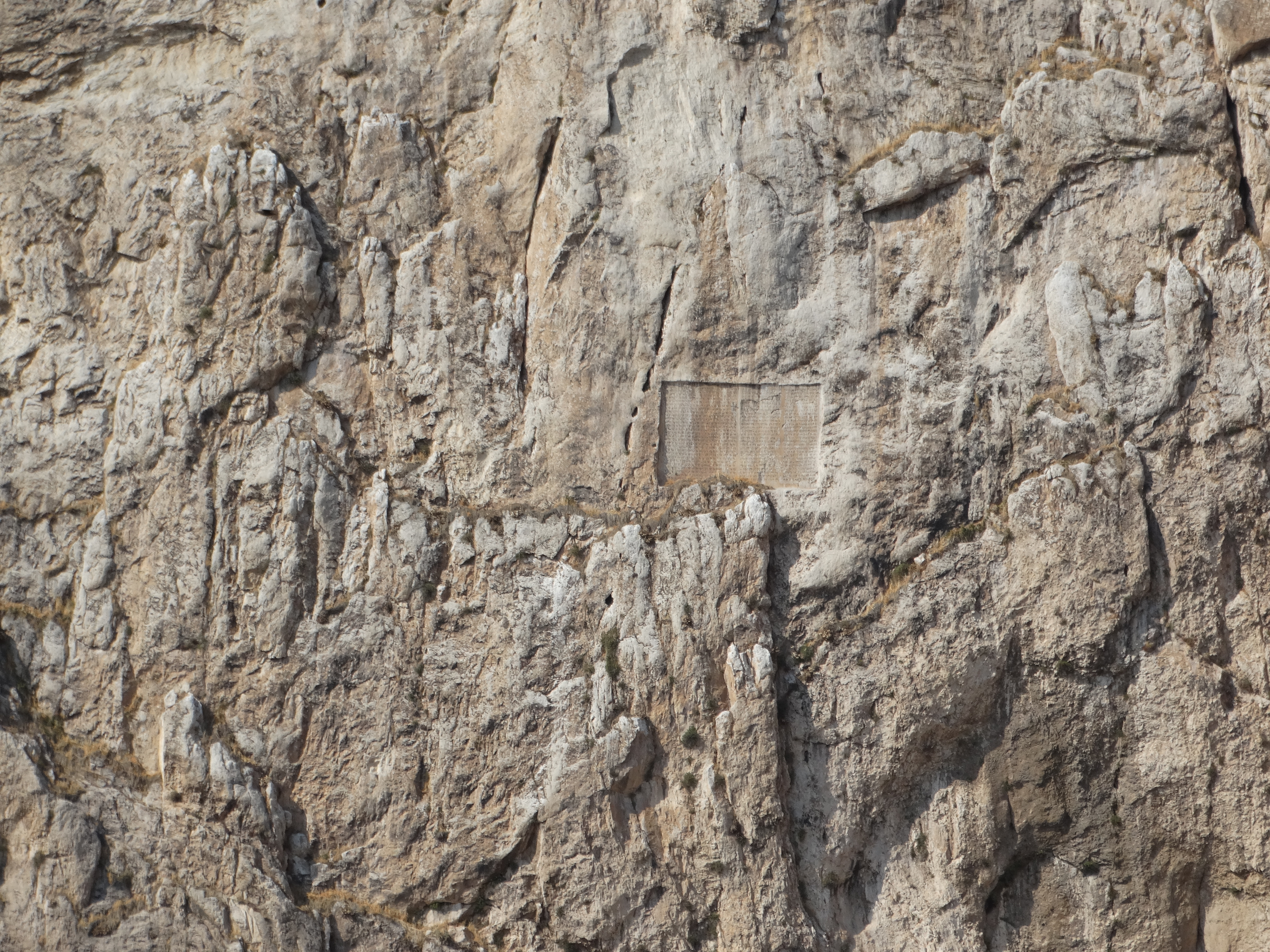
Una roca junto a la fortaleza de Van con la inscripción de Jerjes grabada

La inscripción de Jerjes se encuentra cerca del lago Van en el este de Turquía sobre una roca a 20 metros sobre el nivel del suelo cerca de la fortaleza de Van. Darío I mandó tallar este panel en la roca, pero por alguna razón lo dejó en blanco hasta que su hijo, Jerjes I, la completara, tal y como se relata en la propia inscripción:

El rey Darío, mi padre, por la gracia de Ahura Mazda construyó muchas cosas buenas, y dio orden de cavar este nicho, pero como no hizo ninguna inscripción ordené que fuera hecha.

La inscripción de piedra está escrita de izquierda a derecha en 27 líneas con 3 columnas en letras cuneiformes y en tres idiomas, persa antiguo, acadio y elamita. Es una de las pocas inscripciones en cuneiforme persa fuera de las fronteras del Irán actual. En aquella época, tras la caída de Urartu, el área de Van pertenecía a la Satrapía de Armenia.

## Descubrimiento
La primera vez que se tradujo fue en 1908. El lingüista Ronald Grab Kent logró leerla y traducirla. Sin embargo, antes de que una pareja iraní de turistas encontrara la ubicación exacta de la inscripción y la fotografiara, ningún científico sabía de su paradero.